# Leptothrips occidentalis
Leptothrips occidentalis är en insektsart som beskrevs av Johansen 1987. Leptothrips occidentalis ingår i släktet Leptothrips och familjen rörtripsar. Inga underarter finns listade i Catalogue of Life.